# Manuel Estiarte

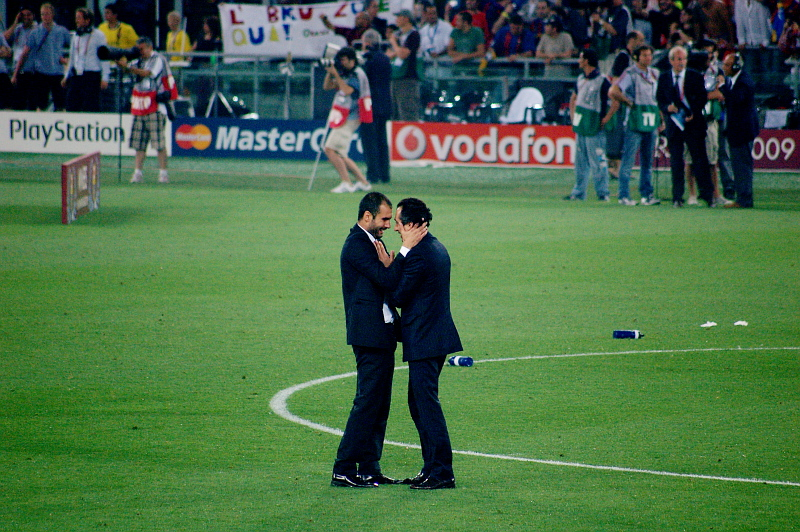
Manuel Estiarte en Josep Guardiola, voormalig voetballer, goede vriend van Estiarte en trainer van FC Barcelona, na de Champions League-finale van 2009.

Manuel Estiarte Duocastella (Manresa, Barcelona, 26 oktober 1961) is een voormalig Spaanse waterpoloër. 
Manuel Estiarte wordt beschouwd als een van de beste waterpolospelers ooit.
Manuel Estiarte nam zesmaal deel aan de Olympische Spelen, in 1980, 1984, 1988, 1992, 1996, 2000. Hij eindigde met het Spaanse team in 1992 op de tweede plaats, vier jaar later veroverde hij olympisch goud in Atlanta. In 1980, 1984, 1988, 1992 was hij topscorer op het olympisch toernooi. In totaal scoorde hij bijna 2000 doelpunten waarvan 127 doelpunten op de Olympische Spelen. Hij speelde 578 interlands voor het Spaanse nationale team.
In de competitie kwam Estiarte uit voor Club Natación Barcelona, Pescara (Italië), Club Natación de Catalunya, Atlétic-Barcelona.
Na zijn actieve loopbaan was Estiarte werkzaam als waterpolotrainer bij zijn voormalige club Pescara en lid van het Spaanse Olympische Comité. In 2008 kwam hij in het bestuur van FC Barcelona als directeur externe relaties.
Antonio Aguilar · 
Jorge Alonso · 
José Alcázar · 
Jorge Carmona · 
Manuel Delgado · 
Antonio Esteller · 
Manuel Estiarte · 
Salvador Franch · 
Pedro Robert · 
Federico Sabriá · 
Gaspart Ventura
Antonio Aguilar · 
Rafael Aguilar · 
Alberto Canal · 
Jorge Carmona · 
Manuel Estiarte · 
Félix Fernández · 
José Morillo · 
Jorge Neira · 
Leandro Ribera Perpiñá · 
Pedro Robert · 
Jorge Signes · 
Jordi Sans
Miguel Chillida · 
Manuel Estiarte · 
Pedro García · 
Salvador Gómez · 
Marco Antonio González · 
Mariano Moya · 
Jorge Neira · 
Jorge Payá · 
Miguel Pérez · 
Pedro Robert · 
José Antonio Rodríguez · 
Jesús Rollán · 
Jordi Sans
Daniel Ballart · 
Manuel Estiarte · 
Pedro García · 
Salvador Gómez · 
Marco Antonio González · 
Rubén Michavila · 
Miguel Ángel Oca · 
Sergi Pedrerol · 
Josep Picó · 
Jesús Rollán · 
Ricardo Sánchez · 
Jordi Sans
Josep María Abarca · 
Ángel Luis Andreo · 
Daniel Ballart · 
Manuel Estiarte · 
Pedro García · 
Salvador Gómez · 
Iván Moro · 
Miguel Ángel Oca · 
Jorge Payá · 
Sergi Pedrerol · 
Jesús Rollán · 
Jordi Sans · 
Carles Sans
Ángel Luis Andreo · 
Daniel Ballart · 
Manuel Estiarte · 
Pedro García · 
Salvador Gómez · 
Gabriel Hernández · 
Gustavo Marcos · 
Daniel Moro · 
Iván Moro · 
Sergi Pedrerol · 
Jesús Rollán · 
Javier Sánchez · 
Jordi Sans
- Biblioteca Nacional de España: XX4820443
- Catàleg d'autoritats de noms i títols de Catalunya: 981058525383606706
- International Standard Name Identifier: 0000 0001 1696 8583
- Library of Congress Control Number: n2010011224
- Système universitaire de documentation: 252866320
- Virtual International Authority File: 107347831
- WorldCat: E39PBJdWXcQk8cFhtT64Crv8md